# Alter Schwede
Starý Švéd (Alter Schwede) je velký bludný balvan poblíž Övelgönne v Hamburku a geotop nadregionálního významu.  Je to chráněná přírodní památka. Je nejstarším bludným balvanem v Německu. Má obvod 19,7 m, je vysoký 4,5 m a váží 217 tun.

## Geologie
Starý Švéd z Övelgönne sestává ze šedé až nahnědle-šedé, rovnoměrně zrnité žuly, která není tektonicky deformovaná. Je převážně složena z namodralého křemene, nazelenalého plagioklasu a dalších nahnědle-šedých až světle růžových draselných živců, a tmavé slídy, biotitu. Díky vysokému obsahu plagioklasu a nízkému obsahu křemene lze horninu charakterizovat jako monzogranit.

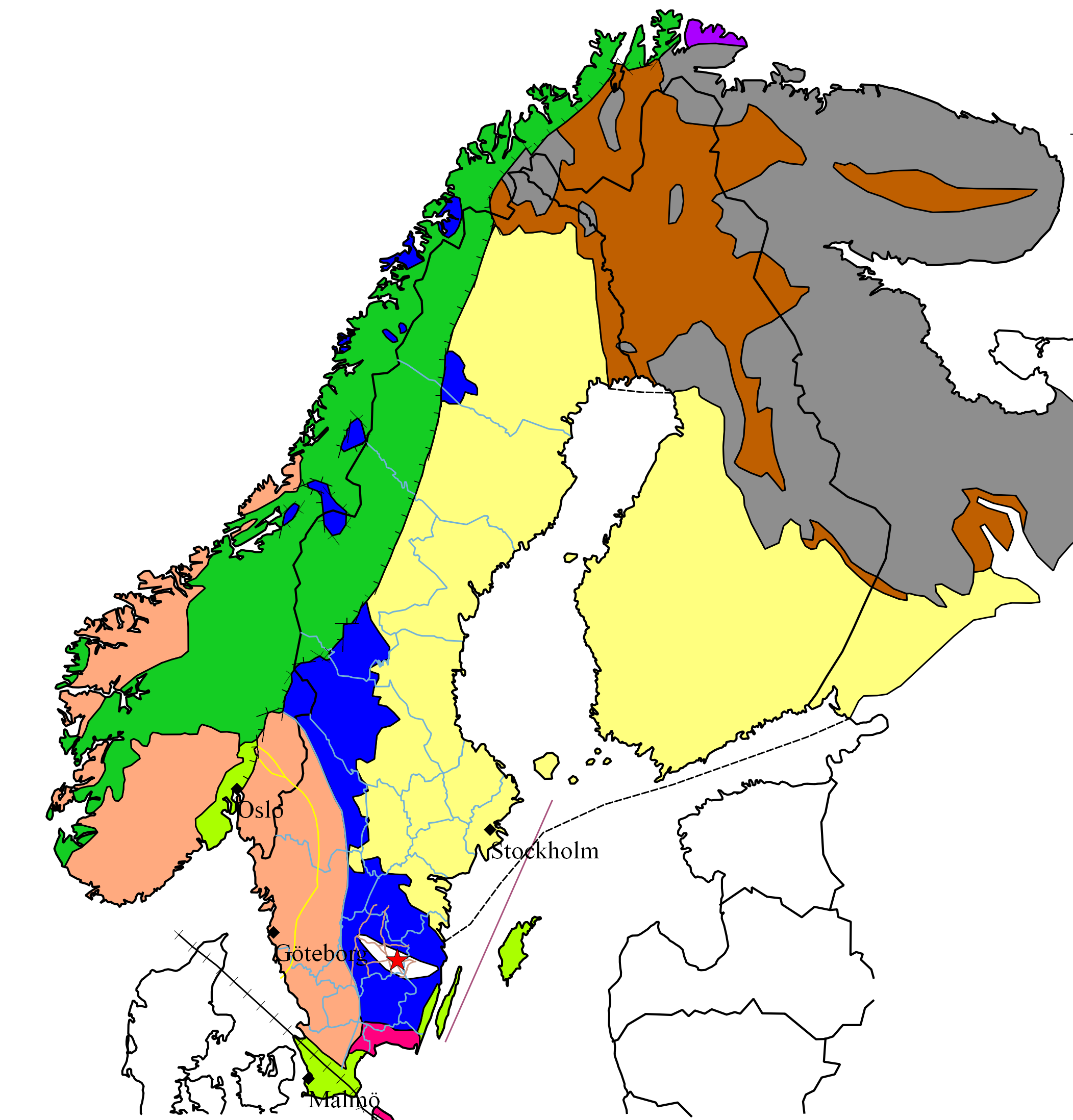
Skandinávské vyvřelinové pásmo je vyznačeno modře

Region původu byl stanoven na základě kombinace horninových charakteristik skandinávského vyvřelinového pásma (Transskandinavischer Magmatitgürtel)  v jižní části Baltského štítu a omezen na oblast kolem Växjö ve východním Smålandu (jižní Švédsko). Odpovídající skalní ložisko je také známé jako šedá žula Växjö. Vzdušná vzdálenost od oblasti původu balvanu je tedy asi 600 kilometrů. To však neříká nic o délce jeho skutečné cesty, která pravděpodobně následovala podle průběhu Baltské pánve.
Zkoumáním jemnozrnného materiálu (till), ve kterém byl bludný balvan pode dnem Labe uložen, bylo zjištěno, že se do dnešního místa u Hamburku dostal s vnitrozemským ledovcem z doby ledové Elster před více než 320 000 lety. Je to nejstarší velký bludný balvan v Německu. Ostatní známé bludné balvany přicházely až v pozdějších ledových dobách, v době ledové Saale nebo Weichsel.
Stáří žuly, ze které bludný balvan vznikl, je však výrazně vyšší a pohybuje se kolem 1,8 miliardy let. Povrch kamene ukazuje jasné stopy transportu v ledu. Výčnělky ve skále jsou silně obroušené a na některých místech jsou vidět škrábance, které jsou výsledkem střetů s jinými kameny během transportu.

## Nalezení

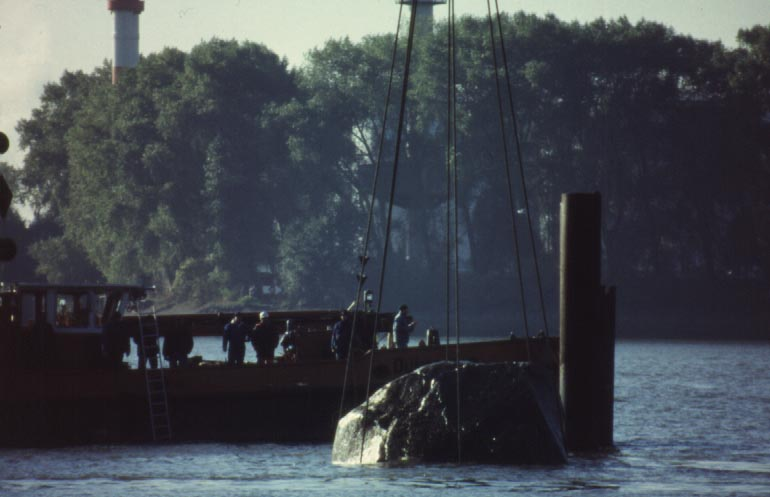
Vylovení bludného balvanu „Alter Schwede", Hamburg

Balvan byl nalezen v roce 1999 při prohlubování dna plavební dráhy v korytu řeky Labe, vyzdvižen pomocí plovoucího jeřábu a umístěn na břehu řeky. Od 6. června 2000 má oficiální název „Starý Švéd" (Alter Schwede). Je jedním z osmi nadregionálně významných z celkem 32 chráněných geotopů v oblasti Hamburku.